# Перемишлянський краєзнавчий музей

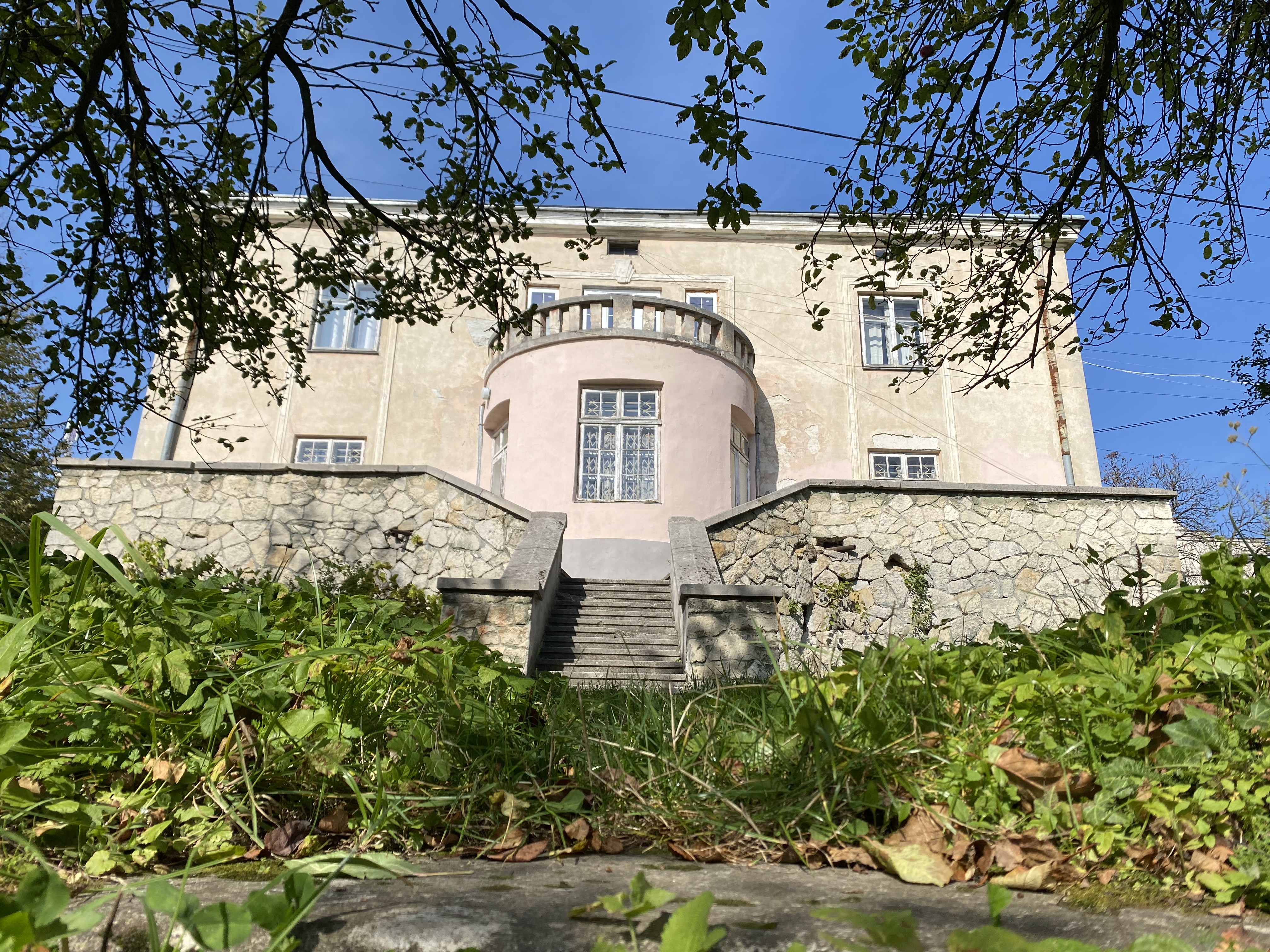

Перемишлянський історико-краєзнавчий музей — розташований в старовинному будинку, колишній віллі повітового лікаря (пам'ятка архітектури початку ХХ ст.). 
Загальна площа експозиційних залів — 436 м2.
Рішення про організаційні та фінансово-господарські заходи по створенню історико-краєзнавчого музею було прийнято виконавчим комітетом Перемишлянської районної ради народних депутатів від 19 березня 1987р. №47.
Значну допомогу в складанні тематичної структури музею надали голова виконкому районної Ради народних депутатів В. С. Щукін, заступник голови Є. П. Савка, працівники Львівського історичного музею М. В. Косів та І. П. Симчич. Творчо працювали над створенням експозиції музею працівники Львівського художньо-виробничого комбінату П. Сільвестров та О.Замковецький. Великою мірою до вікриття музею спричинилися вчителі історії Б. А. Дзяний, Я. В. Мариняк, Угрин, В. П. Демченко, М. Ф. Попіль, працівники народної освіти (М. В. Прокопенко), працівники культури
9 травня 1988р. вперше відкрилися двері історико-краєзнавчого музею 
м. Перемишляни.
Завітавши до музею можна побачити експозиції про всі періоди історії, зокрема у хронологічному порядку розташовані виставки, які розповідають про історію нашої держави:
•    у підвальних приміщеннях знаходяться чотири зали, що висвітлюють епоху первісно-общинного ладу, княжої доби, Козаччини та історію Перемишлянщини. 
У залі №1 відвідувачів обов’язково зацікавить опис і картина Перемишлянського замку, інформація про основні періоди розвитку людського суспільства       (палеоліт, мезоліт, енеоліт), а також матеріали трипільської та липицької культур. У вітринах музею експонуються нуклеуси, скребачки, ножі, пластини, які були знайдені під час розкопок на території Перемишлянського району.           
Зал №2 присвячений історії формування Київської Русі. Представлені портрети київських князів. Цінним експонатом у цьому залі є бойова сокира XII-XIII ст.
Зал №3  присвячений подіям національно-визвольної війни 1648-1654 рр. під проводом Б. Хмельницького.         
Зал №4 розповідає про історію нашого краю. Тут можна ознайомитися з книгодрукуванням на Перемишлянщині ( Святоуспенська Унівська Лавра), історією родини Шептицьких;        
•    на першому поверсі знаходяться чотири експозиційні зали та зал природи.  В залі розміщена панорама Свірзького замку (пам’ятка архітектури XV ст.), представлено 2 настінні вітрини «У світі тварин і рослин», «Під охороною держави».       
У залі №5 «Галичина в складі Австро-Угорської імперії» представлені знаряддя праці: ціпи,  терлиці, жорна, віялка, ковальський міх і т.д., що використовувалися в даний період. Тут можна ознайомитися з копією указу імператриці Марії-Терезії про приєднання Галичини до Австрійської імперії під назвою Галичина і Лодомерія. В одній з вітрин розміщені українські національні костюми.       
У залі №6 можна ознайомитися з подіями нашого краю в роки Першої світової війни, його соціально-економічним становищем, розвитком промисловості і піднесення революційного руху. Експонуються зразки документів часів Австро-Угорщини.
На окремих стендах висвітлюється зародження УСС, бойові дії на фронтах Першої світової війни. Розміщені фотокопії портретів Олени Степанів, Гриця Косака, Михайла Галущинського та ін.            
Зал №7 присвячений подіям Першолистопадового чину, утворенню Західно-Української республіки, Української Народної Республіки,представлено фрагменти  I-IV універсалів, зразки паперових грошей.      
На стенді «УПА – армія безсмертних» представлено фотознімки військових командирів, зв’язкових, медсестер, станичних ОУН-УПА. 
У вітрині «Західна Україна під Польщею (1919-1939рр.)» подано інформацію про окупаційний режим Польщі, економічну і культурну діяльність на західноукраїнських землях того часу.
Події другої світової війни представлені у залах № 8, 9. Окремі вітрини висвітлюють зародження УПА та період національного відродження краю.       Експозиції залу  №10 розповідають про історію виникнення руху дисидентів-шестидесятників, заснування «Товариства української мови ім.  Т. Г. Шевченка», відкриття пам’ятника Т. Г. Шевченку в м.Перемишляни,  висвітлюють події Чорнобильської трагедії, розповідають про учасників бойових дій в Афганістані. Тут можна дізнатися про знищення сотень тисяч пам’яток історії і культури, розправи НКВД над мирним населенням, руйнування церков, костелів у XX ст. Зацікавить відвідувачів інформація про проведення перших виборів до Верховної Ради України.
Вартість вхідних квитків:
Дорослий — 2 грн.
Студентський — 1 грн.
Дитячий — 1 грн.
Час роботи:

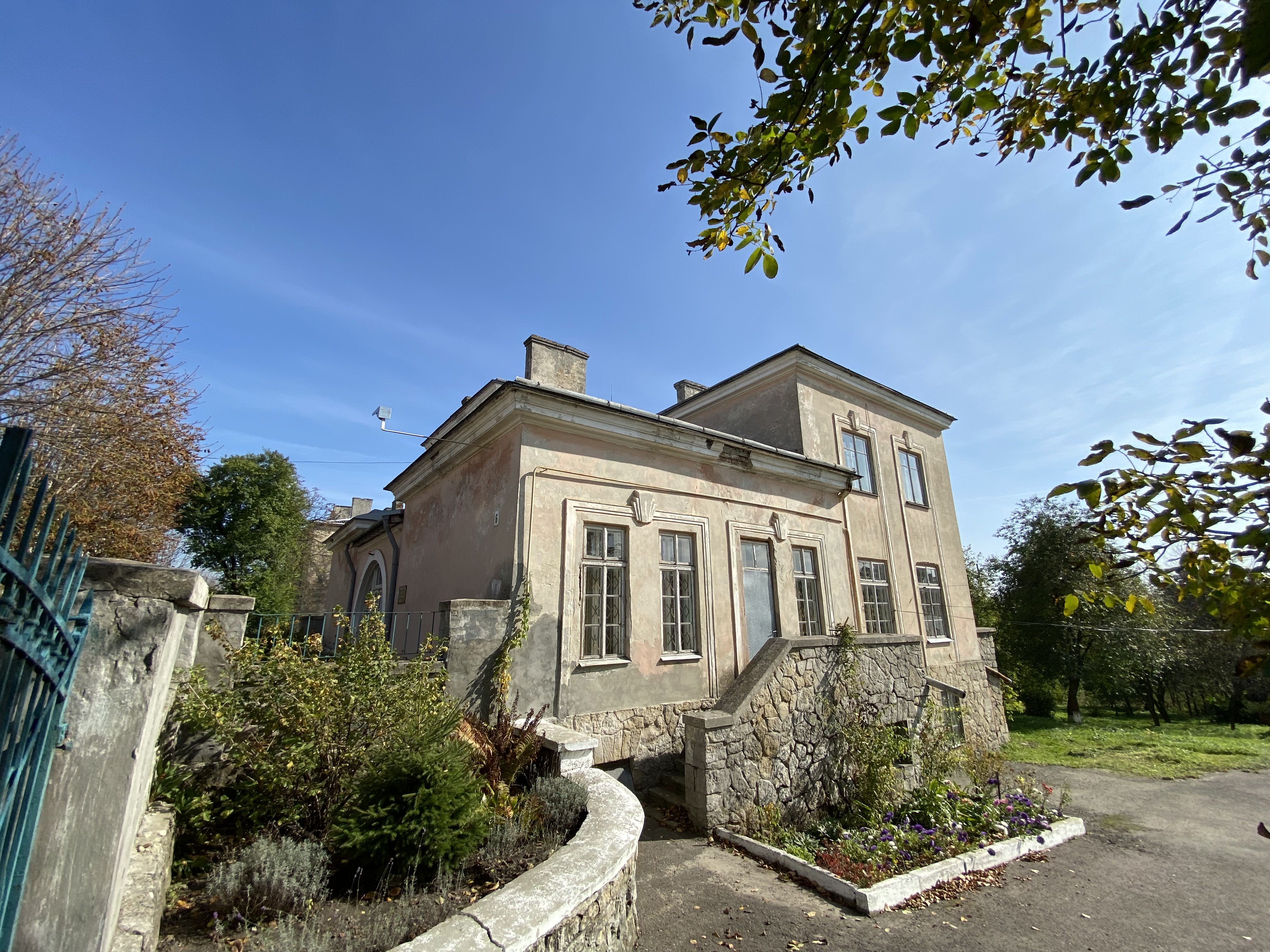

09:00-18:00, субота, неділя — вихідні.
Контакти:
Львівська область
Перемишлянський район
м. Перемишляни
вул. Привокзальна, 6
директор Домінчук Люба Остапівна